# Chiba Jets Funabashi
O Chiba Jets Funabashi é um clube profissional de basquetebol japonês sediado em Funabashi, Chiba, Japão. A equipe disputa a B.League.

## História
Foi fundado em 2005.